# Танна (остров)
Танна (англ. Tanna) — остров в архипелаге Новые Гебриды в Тихом океане. Принадлежит Вануату, входит в состав провинции Тафеа.

## География

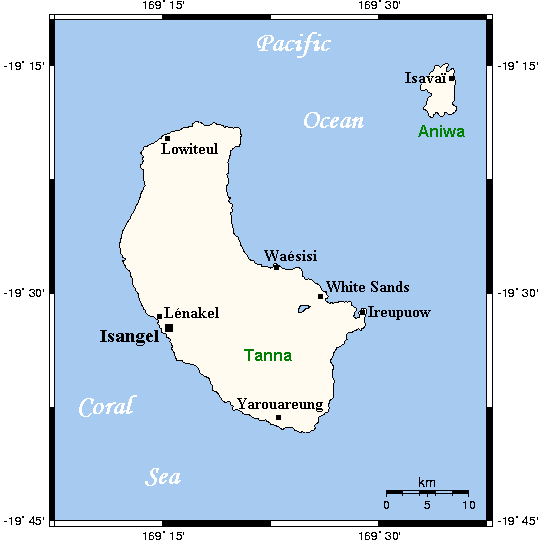
Карта острова

Остров Танна находится в южной части архипелага Новые Гебриды, в Тихом океане, примерно в 1100 км к северо-востоку от Австралии. К северу от острова расположен остров Эроманга, юго-востоку — Анейтьюм, к северо-востоку — остров Анива, к востоку — остров Футуна.
С восточной стороны остров омывается Тихим океаном, с других сторон — Коралловым морем.
Длина острова составляет 40 км, ширина — 19 км. Общая площадь 555 км². Высшая точка острова — гора Тукосмера (1084 м).
Танна имеет вулканическое происхождение и расположен в зоне высокой вулканической активности, где сталкиваются Тихоокеанская и Австралийская литосферные плиты. Вулкан Ясур, расположенный на юго-восточном побережье острова, является наиболее доступным в мире действующим вулканом.
Климат на Танна влажный тропический. Среднегодовое количество осадков составляет около 1500 мм дождя. Остров подвержен вулканическим извержениям, землетрясениям и циклонам.

## История
Точное время колонизации южных островов архипелага Новые Гебриды неизвестно. Вполне возможно, что они были заселены людьми с западной части Соломоновых островов. Остров Танна был колонизирован, по крайней мере, 2500 лет назад.

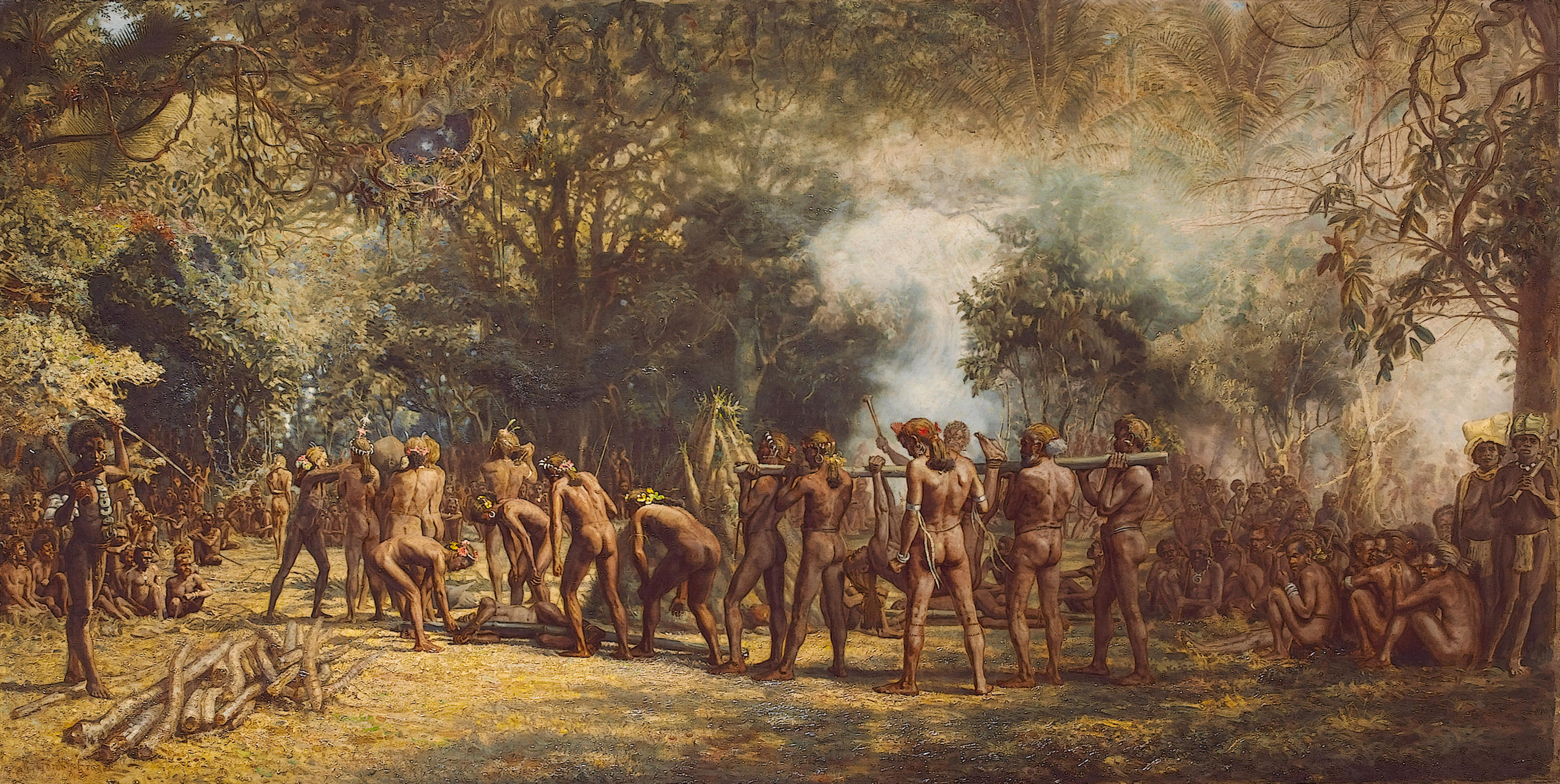
Праздничный обед людоедов на острове Танна, в представлении европейского художника

Европейским первооткрывателем острова стал английский путешественник Джеймс Кук, открывший остров в 1774 году и назвавший его «Танна». Высадившись на острове, Кук спросил у местных жителей, как называется остров, при этом подняв горсть земли, на что один островитянин ответил: «Tanna» (в переводе с языка нуфаи «почва»). Традиционное же название острова — «Parei». Мореплаватель также попытался взобраться на вулкан Ясоур, однако ему помешали местные жители. Исследовав остров Танна, корабль Джеймса Кука взял курс на север, к островам Малекула и Эспириту-Санто, а затем — на Новую Зеландию.
В 1809 году остров посетила русская кругосветная экспедиция на шлюпе «Диана» под командованием лейтенанта В. М. Головнина. В 2009 году на главной набережной столицы Вануату города Порт-Вила был открыт памятник в честь 200-летия прибытия сюда первого русского корабля.
На протяжении XIX века частыми посетителями Танна стали китобои, торговцы сандаловым деревом. В 1839 году преподобный Джон Уильямс из Лондонского миссионерского общества высадил на острове троих самоанских миссионеров. Однако их деятельность была безуспешной. Впоследствии местные жители убили миссионеров. В 1842 году представители Лондонского миссионерского общества выкупили у островитян небольшой участок земли на месте современного поселения Порт-Резольюшн. Но спустя семь месяцев миссионеры были вынуждены покинуть Танна из-за враждебности островитян. Впоследствии на острове появились первые пресвитерианские миссионеры, однако островитяне очень долгое время не хотели принимать христианство: только к 1910 году 2/3 населения было христианизировано. Постепенно на острове стали появляться и плантаторы. Первым из них стал Росс Льюин (англ. Ross Lewin), поселившийся на Танна в 1868 году.
С 1860 по 1900 года на острове процветала работорговля: до 5000 местных жителей было вывезено на плантации Фиджи и штата Квинсленд в Австралии. В эти же годы было отмечено резкое сокращение численности населения острова (до 75 %) из-за эпидемий кори и дизентерии.
В марте 1906 года Танна, как и другие острова Новых Гебрид, стали совместным владением Франции и Британии, то есть архипелаг получил статус англо-французского кондоминиума. В годы Второй мировой войны на Танна появились первые культы карго, в частности, культ «Джона Фрума», которые до сих пор сохраняют своё влияние в обществе.
30 июня 1980 года Новые Гебриды получили независимость от Великобритании и Франции, и остров Танна стал территорией Республики Вануату.

## Население

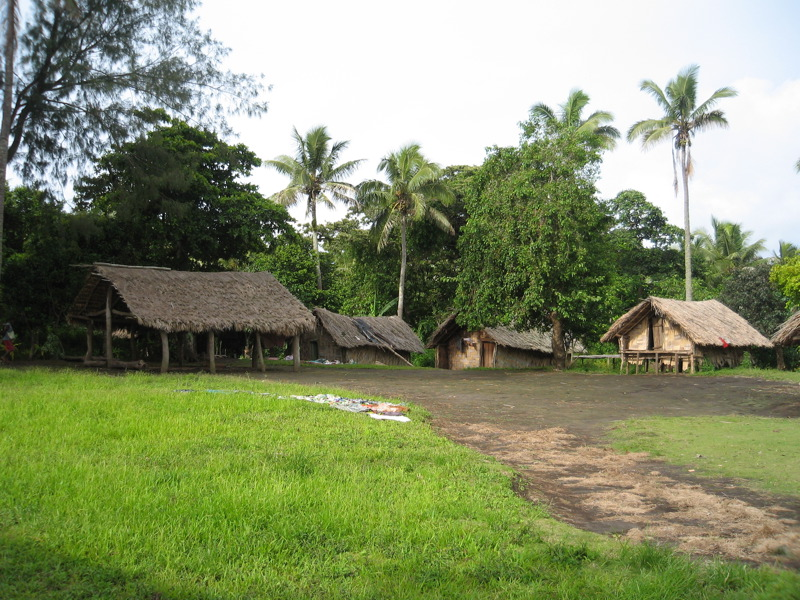
Деревня последователей Джона Фрума.

В 2009 году численность населения острова Танна составляла 28 779 человек. Основное занятие местных жителей — сельское хозяйство (копра, кофе). Развивается туризм.
Танна — один из наиболее населённых островов в провинции и один из самых населённых в стране. На острове располагается административный центр провинции — город Исангел, который находится рядом с крупнейшим городом острова — Ленакелом.
Основными языками общения на острове являются бислама, французский и английский, хотя также используются местные языки:
- квамера (2500 носителей в 1989 году; распространён в юго-восточной части острова),
- ленакел (6500 носителей в 1989 году; распространён в западной части острова),
- уайтсэндс (3500 носителей в 1988 году; распространён в восточной части острова),
- северный танна (2000 носителей в 1988 году; распространён в северной части острова),
- юго-западный танна (2000 носителей в 1988 году; распространён в юго-западной части острова)[9].

На острове большое количество приверженцев культа карго, появившегося на Танна в годы Второй мировой войны. Наиболее известными из них является движение Джона Фрума, а также движение Принца Филиппа (в нём поклоняются Филиппу, герцогу Эдинбургскому).

## В кино
- «Танна» (англ. Tanna) — реж. Мартин Батлер, Бентли Дин (Австралия, Вануату, 2015).